# 조문식
조문식(1961년)은 대한민국의 희극배우이다.

## 생애
1985년 연극배우로 첫 데뷔하였고 이듬해 1986년 KBS 공채 4기 코미디언으로 정식 데뷔하였으며 1994년 영화 《티라노의 발톱》의 단역으로 영화배우 데뷔하였다.

## 출연작

### 방송
- 《코미디 파일》 (KBS)
- 《설특집 코미디쇼 7080》 (KBS)
- 《유머 1번지》 (KBS) - 탱자 가라사대
- 《쇼 비디오 쟈키》 (KBS)
- 《6시 내고향》 (KBS) [1996 ~ 2019]
- 《가족오락관》 (KBS)
- 《와글와글 시장이좋아》 (전주방송) [2020 ~ 2021]

### 영화
- 1994년 영화 《티라노의 발톱》